# 烏什卡河
烏什卡河（烏克蘭語：Ушка）是烏克蘭的河流，位於該國西部，屬於烏什齊亞河的支流，流經赫梅利尼茨基州，河道全長34公里，流域面積204平方公里，發源自斯洛比德卡-赫盧什科韋茨卡，河口處在馬拉庫熱利夫卡以東。